# 塞尔维亚政府
塞尔维亚共和国政府（羅馬化：Vlada Republike Srbije），简称塞尔维亚政府（羅馬化：Vlada Srbije），是塞尔维亚共和国的国家行政机关。
塞尔维亚内阁由塞尔维亚总理领导。政府总部设在塞爾維亞財政部大樓内。

## 历史沿革
1991年，南斯拉夫社会主义联邦共和国开始解体。1991年2月11日，时任诺维萨德大学校长德拉古京·泽莱诺维奇获选为塞尔维亚总理，其后组成并领导了塞尔维亚首届内阁。1992年，塞尔维亚共和國与黑山共和國两地联合成立南斯拉夫联盟共和国。2003年2月4日，南斯拉夫联盟共和国更名为塞爾維亞與蒙特內哥羅。
2006年6月3日，黑山共和国独立。2006年6月5日，塞尔维亚共和国政府成立。2006年11月，塞尔维亚国民议会举行特别会议，正式颁布新版《塞尔维亚共和国宪法》以取代1990年制定的宪法。新宪法自颁布之日起生效，规定议会是国家最高权力机构和立法机关，实行一院制。
2017年，安娜·布納比奇在前总理亞歷山大·武契奇转任塞尔维亚总统一个月后出任塞尔维亚总理。本届内阁是阿娜·布尔纳比奇总理的第二届内阁。

## 机构设置
现届内阁于2020年在国民议会选举中取得多数组阁权，并于同年10月28日宣誓就职。现任内阁规模较第一次安娜·布尔纳比奇内阁大，有23名部长级成员（含2名不管部长），比前一届内阁多出两名。
塞尔维亚共和国政府各部设有超过130个政府机构。
塞尔维亚政府设置下列部门：

### 内阁部门
- 塞尔维亚共和国外交部
- 塞尔维亚共和国内务部
- 塞尔维亚共和国贸易、旅游和电信部（英语：Ministry of Trade, Tourism and Telecommunications (Serbia)）
- 塞尔维亚共和国建设、交通和基础设施部（英语：Ministry of Construction, Transport and Infrastructure (Serbia)）
- 塞尔维亚共和国财政部（英语：Ministry of Finance (Serbia)）
- 塞尔维亚共和国经济部（英语：Ministry of Economy (Serbia)）
- 塞尔维亚共和国农业、林业和水利部（英语：Ministry of Agriculture, Forestry and Water Economy (Serbia)）
- 塞尔维亚共和国环保部（英语：Ministry of Environmental Protection (Serbia)）
- 塞尔维亚共和国矿业和能源部（英语：Ministry of Mining and Energy (Serbia)）
- 塞尔维亚共和国司法部（英语：Ministry of Justice (Serbia)）
- 塞尔维亚共和国国家管理和地方自治部（英语：Ministry of Public Administration and Local Self-Government (Serbia)）
- 塞尔维亚共和国国防部
- 塞尔维亚共和国教育、科学和技术发展部（英语：Ministry of Education, Science and Technological Development (Serbia)）
- 塞尔维亚共和国欧洲一体化部（英语：Ministry of European Integration (Serbia)）
- 塞尔维亚共和国卫生部（英语：Ministry of Health (Serbia)）
- 塞尔维亚共和国劳动、就业、退伍军人和社会问题部（英语：Ministry of Labour, Employment, Veteran and Social Policy (Serbia)）
- 塞尔维亚共和国青年和体育部（英语：Ministry of Youth and Sports (Serbia)）
- 塞尔维亚共和国文化和信息部（英语：Ministry of Culture and Information (Serbia)）
- 塞尔维亚共和国乡村保障部
- 塞尔维亚共和国家庭和人口部
- 塞尔维亚共和国人权、少数族群权利与社会对话部（英语：Ministry of Human and Minority Rights (Serbia)）

### 直属机构
- 塞尔维亚政府秘书长办公室（英语：Secretary-General of the Government of Serbia）
- 媒体合作办公室
- 塞尔维亚政府人力资源管理局（英语：Human Resource Management Service of the Government of Serbia）
- 塞尔维亚政府航空局
- 塞尔维亚共和国政府共同事业局
- 普雷舍沃市、布亞諾瓦茨市与梅德韋賈市协调机构
- 国家安全和机密信息保护办公室
- 民间社会合作办公室（英语：Office for Cooperation with Civil Society）
- 欧盟资产管理系统审计署
- 人权和少数族群权利办公室
- 科索沃和梅托希亚办公室（英语：Office for Kosovo and Metohija）
- 与普里什蒂纳临时自治机构谈判进程协调事务办公室
- 与俄罗斯联邦和中华人民共和国合作国家委员会办公室
- 禁毒办公室
- 公共投资管理办公室
- 信息技术和电子管理办公室

## 历届内阁

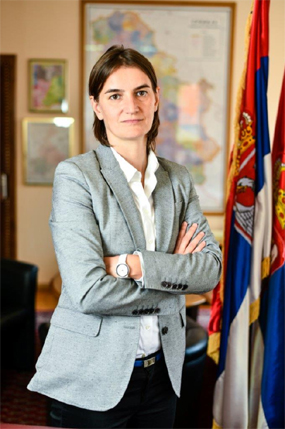
现任塞尔维亚共和国总理阿娜·布尔纳比奇

| 就任日期       | 总理                  | 最大执政党         | 内阁                            |
| -------------- | --------------------- | ------------------ | ------------------------------- |
| 1991年2月11日  | 德拉古京·泽莱诺维奇   | 塞爾維亞社會黨     | 德拉古京·泽莱诺维奇内阁         |
| 1992年12月23日 | 拉多曼·博若维奇       | 塞爾維亞社會黨     | 拉多曼·博若维奇内阁             |
| 1993年2月10日  | 尼古拉·沙伊诺维奇     | 塞爾維亞社會黨     | 尼古拉·沙伊诺维奇内阁           |
| 1994年3月18日  | 米尔科·马里亚诺维奇   | 塞爾維亞社會黨     | 第一次米尔科·马里亚诺维奇内阁   |
| 1998年3月24日  | 米尔科·马里亚诺维奇   | 塞爾維亞社會黨     | 第二次米尔科·马里亚诺维奇内阁   |
| 2000年10月25日 | 米洛米尔·米尼奇       | 塞爾維亞社會黨     | 米洛米尔·米尼奇内阁             |
| 2001年1月25日  | 佐兰·金吉奇           | 塞尔维亚民主反对派 | 佐兰·金吉奇内阁                 |
| 2003年3月18日  | 佐兰·日夫科维奇       | 塞尔维亚民主反对派 | 佐兰·日夫科维奇内阁             |
| 2004年3月3日   | 沃伊斯拉夫·科什图尼察 | 塞爾維亞民主黨     | 第一次沃伊斯拉夫·科什图尼察内阁 |
| 2007年3月15日  | 沃伊斯拉夫·科什图尼察 | 塞爾維亞民主黨     | 第二次沃伊斯拉夫·科什图尼察内阁 |
| 2008年7月7日   | 米尔科·茨韦特科维奇   | 民主党             | 米尔科·茨韦特科维奇内阁         |
| 2012年7月27日  | 伊维察·达契奇         | 塞尔维亚前进党     | 伊维察·达契奇内阁               |
| 2014年4月27日  | 亞歷山大·武契奇       | 塞尔维亚前进党     | 第一次亚历山大·武契奇内阁       |
| 2016年8月11日  | 亞歷山大·武契奇       | 塞尔维亚前进党     | 第二次亚历山大·武契奇内阁       |
| 2017年7月29日  | 阿娜·布尔纳比奇       | 塞尔维亚前进党     | 第一次阿娜·布尔纳比奇内阁       |
| 2020年10月28日 | 阿娜·布尔纳比奇       | 塞尔维亚前进党     | 第二次阿娜·布尔纳比奇内阁       |